# 鷲尾英彰
鷲尾 英彰（わしお ひであき、1978年1月17日 - ）は、日本の俳優。マッシュマニア所属。

## 略歴
日本大学習志野高等学校、日本大学理工学部卒業。
岡崎藝術座、チェルフィッチュ、ポツドール等の劇団に出演している。

## 出演作品

### 舞台
- チェルフィッチュ「スーパープレミアムソフトWバニラリッチ」(作・演出:岡田利規／2014)
- ポツドール「愛の渦」(作・演出:三浦大輔／2013.11.20-12.7)欧州ツアー
- 岡崎藝術座「(飲めない人のための)ブラックコーヒー」(作・演出:神里雄大／2013.6.14〜7.15)
- ポツドール「夢の城」(脚本・演出:三浦大輔／2012)
- 岡崎藝術座「放屁蟲(レッドと黒の膨張する半球体)」(作・演出:神里雄大／2012.8.17-19)台湾公演
- 岡崎藝術座「アンティゴネ/寝盗られ宗介」(神里雄大作.演出／2012.4.19-24)
- チェルフィッチュ「三月の5日間」(岡田利規作.演出／2011.12)
- 岡崎藝術座「レッドと黒の膨張する半球体」(神里雄大作.演出／2011.10.28-11.6)
- ポツドール「夢の城」(三浦大輔作・演出／2011.11.19-22／ドイツ ミュンヘン)
- ポツドール「夢の城」(三浦大輔作・演出／2011.5月〜6月／欧州・北米ツアー)
- 岡崎藝術座「ヘアカットさん」(神里雄大作.演出／2011.3.5-6／鳥取鳥の劇場)
- ポツドール「夢の城」(三浦大輔作・演出／2010.7.9-12／ドイツ エッセン市)
- チェルフィッチュ「三月の5日間」(岡田利規作.演出／2010年アジアツアー)男1（ミノベ）役
- 岡崎藝術座「リズム三兄妹」(神里雄大作.演出／2010.2.27-3.2／横浜のげシャーレ)利頭武役
- 岡崎藝術座「リズム三兄妹」(神里雄大作.演出／2008.10.31-11.10／こまばアゴラ劇場）利頭武役
- smartball「The Perfect Drug」(名執健太郎作.演出／2007.9.6-9)
- jorro「トライアウト」（富田恭史作.演出／2007.5.10-5.14）
- ポツドール「激情」(三浦大輔作・演出／2007.3.4-10／本多劇場)
- ポツドール「恋の渦」(三浦大輔作・演出／2006.11.29-12.10)
- ポツドール番外編「女のみち」(溝口真希子作・演出／2006.7.5-10)
- ポツドール「夢の城」(三浦大輔作・演出／2006.3.2-3.12)
- ポツドール「愛の渦」(三浦大輔作・演出／2005.4.20〜27)第50回岸田國士戯曲賞受賞作品
- ポツドール「ANIMAL」(三浦大輔作・演出／2004)
- 庭劇団ペニノ「Mrs.P.P.Overeem」(タニノクロウ作・演出／2004)台湾・古嶺街小劇場フェスティバル 招待作品
- ポツドール「激情」(三浦大輔作・演出／2004)
- 庭劇団ペニノ「Mrs.P.P.Overeem」(タニノクロウ作・演出／2003)

### テレビ
- ディアスポリス -異邦警察- 第1話・2話・10話（2016年、MBS・TBS） 警察官役
- 夢を与える 第2話（2015年、WOWOW）
- 深夜食堂 第21話（2014年、MBS・TBS）
- サキ 第5話（2013年、CX） 声の出演
- 朝ドラ殺人事件（2012年3月、総合）美術の松木役
- 深夜食堂 第12話（2011年、MBS・TBS）
- 富豪刑事デラックス（2006年、EX）
- 青天を衝け（2021年、NHK）
- 今度生まれたら 第4話 (2022年、NHKBSプレミアム・BS4K) -　北斗園芸社員 役
- 刑事7人 Season8（2022年） - 小室司 役

### 映画
- 続・深夜食堂(2016年、監督:松岡錠司)
- 深夜食堂(2015年、監督:松岡錠司)
- トリハダ-劇場版2-(2014年、監督:三木康一郎)
- ゴッドタン キス我慢選手権THE MOVIE(2013年、脚本:オークラ、脚本・監督:佐久間宣行)
- リアル〜完全なる首長竜の日〜(2013年、監督:黒沢清)
- それは愛じゃない(2012年、太田信吾監督)
- SRサイタマノラッパー ロードサイドの逃亡者(2012年、入江悠監督)
- 鈴木家の嘘(2018年、野尻克己監督)

### DVD
- ブラックエンジェルズ(2021年、内田英治監督)

### CM
「サントリープレミアムモルツ」
「日清ラ王」

### その他
- niconico配信コンテンツニコニコドキュメンタリー「直撃せよ！〜2016年文春砲の裏側〜」(2017)
- au LISMOビデオパス「コレカラ」(監督:瀬田なつき／2012)